# Campos dos Goytacazes
Campos dos Goytacazes és un municipi brasiler de l'estat de Rio de Janeiro, Brasil. Es localitza a una latitud de 21 &# 176; 45' 14" Sud i una latitud de 41 &# 176; 19' 26" Oest, estant a una altura de 14 metres sobre el nivell del mar. El 2009 tenia una població estimada de 434.008 habitants, en una superfície de 4.031,910 km².
Al llarg de les seves costes, sobre l'oceà Atlàntic, és important l'explotació de petroli i gas natural per part de Petrobras. El seu principal accés és la carretera BR-101.
És la major productora d'alcohol i petroli del Brasil i va ser la primera ciutat a tenir energia elèctrica a Amèrica Llatina.

## Història
Els portuguesos van començar la colonització de les terres dels indis goitacás el 1627, amb l'arribada dels Sete Capitães (Set Capitans). La regió, que pertanyia a la Capitania de São Tomé, es va convertir, el dia 20 de maig de 1677, en la Vila de São Salvador dos Campos. L'aparició de la indústria sucrera el 1652 va iniciar el desenvolupament de la regió.
Campos es va elevar a la categoria de ciutat el 28 de març de 1835. Allà, importants esdeveniments històrics van ocórrer. Un d'ells va ser la partida dels primers voluntaris per a la Guerra de la Triple Aliança, el 28 de gener de 1865. Un altre moment important va ser el moviment per l'abolició de l'esclavitud que va tenir el seu punt culminant el 17 de juliol de 1881, amb la fundació de la "Sociedade Campista Libertadora", que promulgava la lluita contra l'esclavitud. Els periodistes Luiz Carlos de Lacerda i José do Patrocínio, qui rebia el malnom del "Tigre de l'Abolició", van ser els noms principals d'aquest moviment.
Durant el Segle xx va ser descobert petroli a la plataforma continental de la regió, el què va engegar un nou cicle de creixement econòmic.